# Posição de Trendelenburg

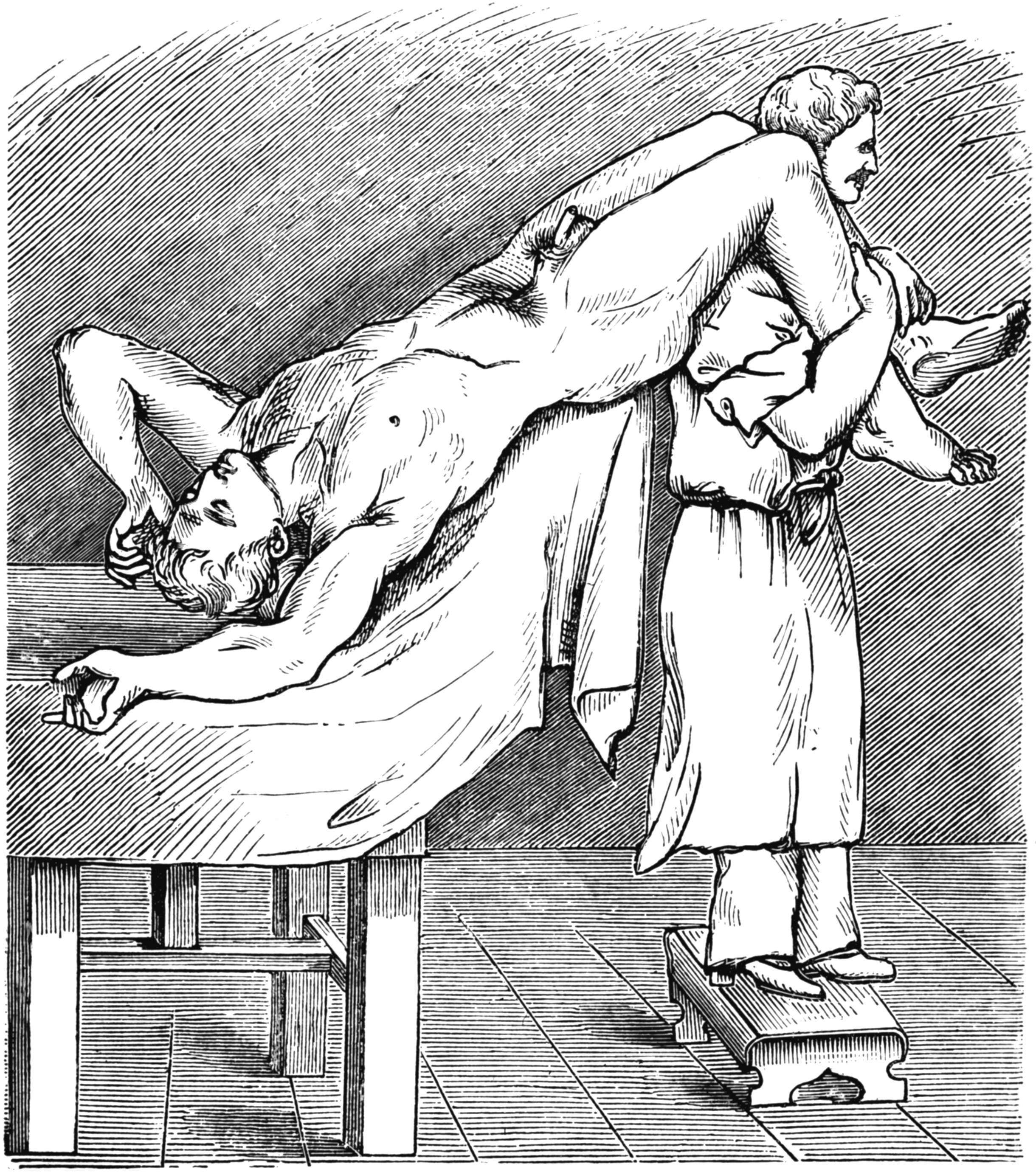

A posição de Trendelenburg é uma variação da posição de decúbito dorsal onde a parte superior do dorso é abaixada e os membros inferiores são elevados. Mantém as alças intestinais na parte superior da cavidade abdominal. Posição utilizada para cirurgias de órgãos pélvicos e laparotomia de abdome inferior. Ela recebe esse nome em homenagem ao cirurgião alemão Friedrich Trendelenburg (1844-1924) que a descreveu. 